# Tjuren Ferdinand (film)
Tjuren Ferdinand (engelska: Ferdinand) är en amerikansk 3D-animerad film från 2017 producerad av Blue Sky Studios och 20th Century Fox Animation. Filmen regisseras av Carlos Saldanha och medverkar av rösterna från John Cena, Kate McKinnon, David Tennant, Anthony Anderson, Gabriel Iglesias, Boris Kodjoe, Miguel Ángel Silvestre, Raúl Esparza, Jerrod Carmichael, Gina Rodriguez, Daveed Diggs, Bobby Cannavale, Sally Phillips, Flula Borg och Karla Martínez.

## Rollista (i urval)
| Figur                        | Engelsk röst                             | Svensk röst                                    |
| ---------------------------- | ---------------------------------------- | ---------------------------------------------- |
| Ferdinand (tjur)             | John Cena (vuxen) Colin H. Murphy (kalv) | Leo Hallerstam (vuxen) Leo Mörck Leckne (kalv) |
| Lupe (get)                   | Kate McKinnon                            | Cecilia Wrangel                                |
| Valiente (tjur)              | Bobby Cannavale (vuxen) Jack Gore (kalv) | Patrik Almkvisth (vuxen) Frank Dorsin (kalv)   |
| Guapo (tjur)                 | Peyton Manning                           | Henrik Lundström                               |
| Bones (tjur)                 | Anthony Anderson                         | Anton Raeder                                   |
| Angus (highland cattle-tjur) | David Tennant                            | Andreas Andersson                              |
| Nina                         | Lily Day                                 | Laura Jonstoij                                 |
| El Primero                   | Miguel Ángel Silvestre                   | Rafael Edholm                                  |
| Moreno                       | Raúl Esparza                             | Pablo Cepeda                                   |
| Una (lila/violett igelkott)  | Gina Rodriguez                           | Mikaela Ardai Jennefors                        |
| Dos (indigofärgad igelkott)  | Daveed Diggs                             | Christian Hedlund                              |
| Cuatro (blå igelkott)        | Gabriel Iglesias                         | Mikael Regenholz                               |
| Hans (häst)                  | Flula Borg                               | Daniel Sjöberg                                 |
| Klaus (häst)                 | Boris Kodjoe                             | Mattias Knave                                  |
| Greta (häst)                 | Sally Phillips                           | Kerstin Gandler                                |

Övriga svenska röster: Annika Rynger, Björn Bengtsson, Erika Ahlström, Isabel Buffa, Joachim Bergström, Jörn Savér, Lasse Svensson, Lowe Gemoll, Malte Lessing, Mimmi Olsen och Sara Linderholm.
- Översättare – Anoo Bhagavan
- Regissör – Mikael Regenholz
- Inspelningstekniker – Mikael Regenholz och Jonas Jakobsen
- Projektledare – Anna Sophocleous
- Dubbningsstudio – Eurotroll AB
- Mixad av – Deluxe
- Producent – Lasse Svensson

Svensk version producerad av Eurotroll AB